# 서산 김적 및 김홍욱 묘역
서산 김적 및 김홍욱 묘역(瑞山 金積 및 金弘郁 墓域)은 대한민국 충청남도 서산시 대산읍에 있는 김홍욱(金弘郁)의 무덤이다. 2010년 12월 30일 충청남도의 문화재자료 제410호로 지정되었다.

## 개요
김적묘는 언덕 경사면에 자연 석축으로 기단을 마련하고, 장대석으로 구획한 계체석 위쪽에 혼유석, 상석, 향로석이 있다. 향하여 오른쪽에 묘표석이 있으며 그 아래쪽 양쪽에 망주석과 동자석, 문인석이 서 있고 묘표석의 머리는 용조각과 구름무늬가 화려하게 조각되어 있는데 아들 홍욱이 주관하여 세웠으며 포저 조익이 찬하였다. 문인석은 화려한 금관조복형으로, 조각솜씨가 뚜렷하며 석물이 원형을 유지하고 있다.
김홍욱묘는 자연석축을 쌓아 묘역을 만들고, 위에서부터 날개가 달린 봉분 앞에 상석, 그 아래로 문인석 1쌍과 망주석 1쌍이 있다.
묘역 입구에 1772년 신도비가 세워졌으며 비명은 1674년에 장자 세진(世珍)이 덕원에 유배 중이던 우암을 방문하여 받아두었다가 1746년 박필주(朴弼周)가 묘지명을 완성하고 이재(李縡)가 신도비명 후기를 찬한 것을 1772년 5세손 구주(龜住)가 세웠다.

## 참고 자료
- 서산 김적 및 김홍욱 묘역 - 국가유산청 국가유산포털